# Gran Premio Capodarco 2009
Il Gran Premio Capodarco 2009, trentottesima edizione della corsa e valida come evento dell'UCI Europe Tour 2009 categoria 1.2, si svolse il 16 agosto 2009 su un percorso di 180 km. Fu vinto dall'italiano Salvatore Mancuso che terminò la gara in 4h18'00", alla media di 41,86 km/h.
Al traguardo 86 ciclisti portarono a termine il percorso.

## Ordine d'arrivo (Top 10)
| Pos. | Corridore          | Squadra      | Tempo    |
| ---- | ------------------ | ------------ | -------- |
| 1    | Salvatore Mancuso  | Arvedi       | 4h18'00" |
| 2    | Egor Silin         | Russia       | a 10"    |
| 3    | Diego Ulissi       | Seano-Vangi  | s.t.     |
| 4    | Henry Frusto       | Scap         | s.t.     |
| 5    | Alberto Contoli    | Bottoli      | a 20"    |
| 6    | Kristijan Đurasek  | Loborika     | s.t.     |
| 7    | Luca Santimaria    | Viris        | s.t.     |
| 8    | Rafał Majka        | Gragnano     | s.t.     |
| 9    | Gabriele Tassinari | Zalf-Désirée | a 25"    |
| 10   | Matteo Di Serafino | Vega         | a 30"    |